# 内藤ユキ
内藤 ユキ（ないとう ゆき、嘉永4年5月15日（1851年6月14日） - 昭和19年（1944年）11月9日）は、幕末から昭和初期にかけての女性。旧姓は日向（ひなた）。会津藩士・日向左衛門の次女で、旧薩摩藩士・内藤兼備（かねとも）の妻。

## 生涯
会津藩の上士で、御旗奉行（後に町奉行）を務めていた父・日向左衛門、母・ちかの次女として、会津若松城下に生まれた。ちかは会津藩士・飯沼粂之進の娘で、ちかの姉（ユキの伯母）は藩家老・西郷頼母の妻・千恵子である。また、元白虎隊士・飯沼貞吉はユキの母方の、陸軍軍人・柴五郎は父方のいとこに当たる。3歳で生母を失い、後に有賀豊之助の妹・秀が左衛門の後妻となる。日向家の近所には、藩砲術師範であった山本権八や、藩大目付であった高木小十郎の家があったことから、彼らの娘である山本八重・高木時尾とは幼馴染であった。ユキと八重は高木家で裁縫を学んだという。
慶応4年（1868年）、会津戦争が勃発し、やがて新政府軍が会津若松に侵攻すると、祖母・継母・弟妹とで市外に逃れ、御山在の百姓・栗城伝吉の家に避難する。父・左衛門は、大町口の戦いで奮戦するが重傷を負い、母方の実家である加須屋家敷地内で自刃した。兄・新太郎は、遊撃二番隊の半隊頭として新政府軍と戦うが、飯寺の戦いで重傷を負って戦闘不能となり、やむなく部下に介錯を命じたが、その首は戦後所在不明となる。
明治2年（1869年）、ようやく戦死者の埋葬が許されたことから、ユキは父と兄の遺骸を捜しに出る。まず、加須屋家敷地内の竹薮で父の遺骨と遺品を発見し、菩提寺の浄光寺に埋葬した。兄の遺骸は中々見つからなかったが、ある村人が兄と思われる首の処置に困り、それを川に流したことを突き止め、ついにその首を見つけ出して父とともに埋葬した。
同年、会津松平家が斗南藩に移封になると、家族とともに野辺地に移り、ユキたちは針仕事によって生計を立てる。後に継母の奉公先の青森に転じ、さらに明治5年（1872年）2月、北海道函館の雑賀孫六（一瀬紀一郎）夫妻の奉公人となる。孫六の妻・浅は会津藩家老の簗瀬家の出で、ユキとは旧知の間柄であった。同年、旧薩摩藩士で、北海道開拓使の役人であった内藤兼備（後札幌県・北海道庁土木課長）との縁談が持ち上がる。ユキは仇敵の薩摩出身者との結婚を初めは断るが、内藤の熱意もあり、11月に2人は結婚。札幌で新生活を始める。これは、旧敵同士であった会津出身者と薩摩出身者が結婚した最初のケースであったという。だが、そのような経緯があったためか、ユキは死ぬまで会津に帰郷することは無かった。
明治20年（1887年）7月、ユキは、夫・新島襄とともに避暑のため北海道を訪れた新島（山本）八重と、約20年ぶりに再会している。
ユキは驚異的な記憶力の持ち主で、晩年に自らの激動の生涯を綴った手記「萬年青（おもと）」を残している。この手記は昭和50年（1975年）にユキの子孫から宮崎十三八に託され、昭和52年（1977年）宮崎によって会津史学会発行『歴史春秋』第9号で発表された（後に新人物往来社刊『会津戊辰戦争史料集』内の一篇として書籍化）。
昭和19年（1944年）11月9日、死去。享年94（数え年）。墓所は里塚霊園。
スピードスケート選手の内藤晋（1922年 - 2007年、1951年の世界選手権500m優勝者）は孫にあたる。

## ユキが登場する作品

### 小説
- 綱淵謙錠 『塊（はく）』
- 津村節子 『流星雨』

### テレビドラマ
- 八重の桜（2013年大河ドラマ、NHK、演：剛力彩芽）